# Cryptantha traskiae
Cryptantha traskiae är en strävbladig växtart som beskrevs av Ivan Murray Johnston. Cryptantha traskiae ingår i släktet Cryptantha, och familjen strävbladiga växter. Inga underarter finns listade i Catalogue of Life.